# Frank Cottrell Boyce
 Frank Cottrell-Boyce (nascut el 23 de setembre de 1959) és un guionista, novel·lista i actor ocasional anglès, conegut per la seva ficció infantil i per les seves col·laboracions amb director de cinema Michael Winterbottom. Ha aconseguit fama com a escriptor de la cerimònia d'obertura dels Jocs Olímpics d'estiu de 2012 i de les seqüeles de Chitty Chitty Bang Bang: The Magical Car, un clàssic infantil de Ian Fleming.
Cottrell-Boyce ha guanyat dos grans premis britànics per a llibres infantils, la Medalla Carnegie de 2004 per Millions, que es va originar com un guió cinematogràfic, i el Guardian Prize de 2012 per The Unforgotten Coat, que va ser encarregat per una organització benèfica.

## Vida personal
Cottrell-Boyce va néixer el 1959 a Bootle prop de Liverpool en una família catòlica. Es va traslladar a Rainhill, Va estudiar a l'escola primària de St Bartholomew's a Rainhill i West Park Grammar School. Va ser molt influenciat per llegir Moomins de petit.
Va llegir anglès al Keble College, Oxford, on va obtenir un doctorat. Va escriure crítiques per a la revista Living Marxism. Com a resultat, suposadament, sempre hi havia una còpia de la revista a la venda al plató de la llarga telenovela britànica Coronation Street, mentre que Cottrell-Boyce formava part del personal de redacció d'aquest programa.
Coneix a Denise Cottrell, una companya de grau de Keble, i es van casar a la capella del Keble College. Junts tenen set fills. També és patró de l'Insight Film Festival, un festival interreligiós biennal celebrat a Manchester, Regne Unit, per fer contribucions positives a la comprensió, el respecte i la cohesió de la comunitat.
Aidan Cottrell-Boyce, un dels fills de la parella, també és escriptor.

## Carrera
L'any 1979 va liderar la banda de Liverpool "Dead Trout".
Després de conèixer Michael Winterbottom, els dos van col·laborar a Forget About Me. Winterbottom va fer cinc pel·lícules més basades en guions escrits per Cottrell-Boyce, Butterfly Kiss, Welcome to Sarajevo, El perdó, 24 Hour Party People i Code 46. La seva col·laboració de 2005 Tristam Shandy (A Cock and Bull Story), és la darrera segons Cottrell-Boyce, que va demanar que la seva contribució fos acreditada a "Martin Hardy", un pseudònim. Va dir a Variety: "Només havia de seguir endavant... quina millor manera de marxar que donant-li un bon guió a Winterbottom de franc?"
Altres directors de cinema amb els quals ha treballat Cottrell-Boyce inclouen Danny Boyle (Millions), Alex Cox (Revengers Tragedy), Richard Laxton (Grow Your Own) i Anand Tucker (Hilary i Jackie).
Cottrell-Boyce ha estat elogiat per Roger Ebert com un dels pocs guionistes moderns realment inventius. Ha parlat en contra de les fórmules de "l'estructura de tres actes" i d'"el viatge de l'heroi", que sovint es consideren veritats axiomàtiques en el negoci potser el seu exemple més famós d'això és a 24 Hour Party People on el personatge de Anthony Wilson afirma que “Scott Fitzgerald va dir que no hi ha segones actes a la vida nord-americana. Això és Manchester. Fem les coses de manera diferent. Aquest és el segon acte” que Cottrell-Boyce ha afirmat que es va deure a les crítiques que el guió no seguia l'estructura de tres actes.
A més dels guions originals, Cottrell-Boyce també ha adaptat novel·les per a la pantalla i escrit ficció infantil. La seva primera novel·la Millions es va basar en el seu propi guió per a la pel·lícula del mateix nom; va ser publicat per Macmillan l'any 2004. Cottrell-Boyce va guanyar la Medalla Carnegie dels bibliotecaris britànics, reconeixent-la com el millor llibre infantil de l'any publicat al Regne Unit. La seva següent novel·la Framed, va ser la llista final dels dos Carnegie i els Whitbread Children's Book Award. El va adaptar com a guió per a una pel·lícula de televisió de la BBC del 2009. Va tornar a ser la llista de Carnegie per Cosmic (2008). El 2011, se li va encarregar d'escriure una seqüela del llibre infantil d'Ian Fleming Chitty Chitty Bang Bang, que es va publicar l'octubre de 2011 com a Chitty Chitty Bang Bang Flies Again. A més de Coronation Street, va escriure molts episodis de la telenovel·la Brookside, així com el seu spin-offs Damon and Debbie i South.
Va escriure i escenificar la seva primera producció de teatre original Proper Clever al Liverpool Playhouse durant l'Any de la Capital Europea de la Cultura de la ciutat, el 2008. El 18 de setembre de 2010, va copresentar la Visita Papal a Hyde Park amb la personalitat de la televisió Carol Vorderman. El juny de 2012, va assumir el càrrec de professor de lectura (la primera d'aquest tipus) a la Liverpool Hope University.
Cottrell-Boyce era l'escriptor de la cerimònia d'apertura dels Jocs Olímpics d'Estiu de 2012, la història dels quals va basar-se en La tempesta de Shakespeare. Va col·laborar amb el director Danny Boyle i altres membres de l'equip creatiu, inclòs el dissenyador Mark Tildesley, en el desenvolupament de la història i els temes, i va escriure "documents breus que explicaven la història de cada segment" per proporcionar context a coreògrafs, constructors i altres participants. També va escriure el fulletó, els anuncis de l'estadi i la guia de mitjans pel presentador  Huw Edwards.
Tres mesos més tard, Cottrell-Boyce va guanyar el Guardian Children's Fiction Prize 2012 per The Unforgotten Coat. Aquella història d'una amistat intercultural es va inspirar en una noia de Mongòlia que va conèixer com a escriptora que visitava la seva escola, la família de la qual va ser posteriorment deportada per l'oficina d'immigració britànica. Va ser encarregat per la Reader Organization de Liverpool i se'n van regalar 50.000 còpies. El premi Guardian està atorgat per un jurat d'escriptors infantils britànics i reconeix el millor llibre de l'any d'un autor que encara no l'ha guanyat. Entrevistat pel diari patrocinador, Cottrell-Boyce va dir a The Guardian que "Definitivament sóc un escriptor infantil[;] això és el que vull ser. Sempre estic intentant desfer-me de tota la resta. ... Les pel·lícules que estic fent són les que porten molt de temps als blocs."
Cottrell-Boyce va ser nomenat Doctor Honoris Causa en Literatura a la Edge Hill University el 16 de juliol de 2013.El 2014, Cottrell-Boyce va escriure un episodi de Doctor Who, titulat "In the Forest of the Night". També va escriure el segon episodi de la desena temporada, "Smile". El setembre de 2015, Cottrell-Boyce va donar el ddiscurs magistral al Programa Infantil i Juvenil del 15è Festival Internacional de Literatura de Berlín.
El gener de 2018, va estar a l'equip victoriós del Keble College, Oxford University Challenge "equip de famosos antics alumnes"; va aconseguir gairebé tots els punts anotats per Keble (puntuació total 240) i, com a conseqüència, va ser reconegut a les xarxes socials; Reading University va anotar 0 en aquell joc, fent història de la televisió.
Cottrell-Boyce és un defensor de la lectura en veu alta i patró de The Reader Organisation. una organització benèfica que treballa a través de voluntaris per portar la literatura a tothom, mitjançant la lectura en veu alta a les presons, llars de cura i altres espais comunitaris.

## Novel·les
- Millions (2004)
- Framed (2005)
- Cosmic (2008)
- Desirable (2008)
- The Unforgotten Coat (2011)[31]
- Chitty Chitty Bang Bang Flies Again (2011)[32]
- Chitty Chitty Bang Bang and the Race Against Time (2012)
- Chitty Chitty Bang Bang Over the Moon (2013)
- The Astounding Broccoli Boy (2015)
- Sputnik's Guide to Life on Earth (2016)
- Runaway Robot (2019)
- Noah's Gold (2021)[33]

## Aparicions
- Març 2010 – Desert Island Discs
- Desembre 2017 - University Challenge

## Crédits d'escriptura
| Producció                                                                | Notes | Emissor           |
| ------------------------------------------------------------------------ | --- | ----------------- |
| Brookside                                                                | - "Double Talk" (1987) - "Reconnection" (1987) - "Fish" (1989) - "Glasses" (1989)                                             | Channel 4         |
| Damon and Debbie                                                         | - Minisèrie de televisió (1987)                                                                                               | Channel 4         |
| South                                                                    | - Minisèrie de televisió (1988)                                                                                               | ITV               |
| The Real Eddy English                                                    | - Minisèrie de televisió (1989)                                                                                               | Channel 4         |
| Forget About Me                                                          | - Telefilm (1990) | Thames Television |
| In Suspicious Circumstances                                              | - "An Uncommon Murder" (1992) - "Unjust Deserts" (1992)                                                                       | ITV               |
| Crime Story                                                              | - "All Good Friends" (1992)                                                                                                   | ITV               |
| A Woman's Guide to Adultery                                              | - "Episodi #1.1" (1993) - "Episodi #1.2" (1993) - "Episodi #1.3" (1993)                                                       | ITV               |
| Coronation Street                                                        | - "Episodi #1.3207" (1991) - "Episodi #1.3243" (1991) - "Episodi #1.3399" (1992) - "Episodi #1.3801" (1995)                   | ITV               |
| New York Crossing                                                        | - Telefilm (1996) | RAI               |
| Saint-Ex                                                                 | - Telefilm (1996) | BBC               |
| Springhill                                                               | - Co-creator (1996–1997) | Sky               |
| Captain Star                                                             | - "The Atomic Alarm Clock" (1997) - "Day of the Zooties" (1997) - "The Worm Turns" (1997) - "The Edge of the Universe" (1997) | ITV               |
| God on Trial                                                             | - Telefilm (2008) | BBC Two PBS       |
| Framed                                                                   | - Telefilm (2009) | BBC One           |
| Cerimònia d'apertura dels Jocs Olímpics d'Estiu de 2012: Isles of Wonder | - Telefilm (2012) | BBC One           |
| Doctor Who                                                               | - "In the Forest of the Night" (2014) - "Smile" (2017)                                                                        | BBC One           |
| Stephen                                                                  | - "Episodi 1" (2021) - "Episodi 3" (2021)                                                                                     | ITV               |

| Producció                                     | Director                 | Distribució                                               |
| --------------------------------------------- | ------------------------ | --------------------------------------------------------- |
| Butterfly Kiss (1995)                         | Michael Winterbottom     | Electric                                                  |
| Welcome to Sarajevo (1997)                    | Michael Winterbottom     | Warner Bros. Pictures                                     |
| Hilary i Jackie (1998)                        | Anand Tucker             | Channel 4 Films (UK), October Films (U.S.)                |
| Pandaemonium (2000)                           | Julien Temple            | Optimum Releasing                                         |
| El perdó (2000)                               | Michael Winterbottom     | Pathé (UK), United Artists (US)                           |
| 24 Hour Party People (2002)                   | Michael Winterbottom     | Pathé (UK), United Artists (US)                           |
| Revengers Tragedy (2002)                      | Alex Cox                 | World Cinema Ltd.                                         |
| Code 46 (2003)                                | Michael Winterbottom     | MGM                                                       |
| Millions (2004)                               | Danny Boyle              | Pathé Distribution (UK), Fox Searchlight Pictures (USA)   |
| Tristam Shandy (A Cock and Bull Story) (2005) | Michael Winterbottom     | Redbus Film Distribution                                  |
| Grow Your Own (2007)                          | Richard Laxton           | Pathé, Warp Films                                         |
| The Railway Man (2013)                        | Jonathan Teplitzky       | Lionsgate (UK), The Weinstein Company (US)                |
| Goodbye Christopher Robin (2017)              | Simon Curtis             | Fox Searchlight Pictures                                  |
| Sometimes Always Never (2018)                 | Carl Hunter              | Parkland Entertainment (UK), Blue Fox Entertainment (USA) |
| Kensuke's Kingdom (2023)                      | Neil Boyle & Kirk Hendry | Le Pacte (France)                                         |

## Premis i nominacions
| Any  | Premi                                                          | Treball                                | Categoria | Resultat  | Referència |
| ---- | -------------------------------------------------------------- | -------------------------------------- | --- | --------- | ---------- |
| 1993 | Writers' Guild of Great Britain Award                          | Coronation Street                      | TV – Sèrie dramàtica original (amb Paul Abbott, Martin Allen, Ken Blakeson, Tom Elliott, Barry Hill, Stephen Mallatratt, Julian Roach, Adele Rose, Patrea Smallacombe, John Stevenson, Peter Whalley, Mark Wadlow and Phil Woods) | Guanyador |            |
| 1999 | Premi BAFTA                                                    | Hilary i Jackie                        | Millor guió - Adaptat | Nominat   |            |
| 1999 | Premi Golden Satellited                                        | Hilary i Jackie                        | Millor guió cinematogràfic - Adaptació | Nominat   |            |
| 2001 | Premis British Independent Film                                | El perdó                               | Millor guió | Nominat   |            |
| 2004 | XXXVII Festival Internacional de Cinema Fantàstic de Catalunya | Code 46                                | Millor guió | Guanyador |            |
| 2005 | Premi British Independent Film                                 | Millions                               | Millor guió | Guanyador |            |
| 2005 | Humanitas Prize                                                | Millions                               | Categoria llargmetratge | Nominat   |            |
| 2007 | Premis Chlotrudis                                              | Tristam Shandy (A Cock and Bull Story) | Millor guió adaptat | Guanyador |            |
| 2014 | Australian Film Critics Association Awards                     | The Railway Man                        | Millor guió (amb Andy Paterson) | Nominat   |            |
| 2014 | Film Critics Circle of Australia Awards                        | The Railway Man                        | Millor guió (amb Andy Paterson) | Guanyador |            |
| 2015 | Australian Film Institute Award                                | The Railway Man                        | Millor guió adaptat (amb Andy Paterson) | Guanyador |            |

## Premis
- 2004: Buch des Monats des Instituts für Jugendliteratur/Llibre del mes de l'Institut de Literatura Juvenil (Alemanya), Millions
- 2004: Medalla Carnegie, Milions[16][17]
- 2004: Luchs des Jahres (Alemanya), Millions
- 2004: Eule des Monats (Alemanya), Millions
- 2005: Branford Boase Award, llista final, Millions
- 2005: Medalla Carnegie, llista curta, Framed[18]
- 2006: Die besten 7 (Alemanya), Framed
- 2008: Guardian Prize, llista final, Cosmic
- 2009: Medalla Carnegie, llista curta, Cosmic[18]
- 2011: Premi Gelett Burgess de Llibre Infantil, Honors, Cosmic
- 2011: Costa Book Awards, llista final, The Unforgotten Coat